# Diego Jara Rodrigues
Diego Jara Rodrigues (sinh ngày 21 tháng 9 năm 1995), thường được biết với tên Diego, là một cầu thủ bóng đá người Brasil hiện tại thi đấu ở vị trí hậu vệ cho câu lạc bộ tại J2 League Mito HollyHock, cho mượn từ Joinville.

## Sự nghiệp câu lạc bộ
Diego gia nhập Đội bóng Nhật Bản Matsumoto Yamaga vào tháng 1 năm 2017, theo dạng cho mượn 1 năm từ đội bóng Brasil Joinville.

## Thống kê sự nghiệp

### Câu lạc bộ
Tính đến 17 tháng 4 năm 2018.
| Câu lạc bộ              | Mùa giải            | Giải vô địch        | Giải vô địch | Giải vô địch | Cúp     | Cúp       | Châu lục | Châu lục  | Khác    | Khác      | Tổng    | Tổng      |
| Câu lạc bộ              | Mùa giải            | Hạng đấu            | Số trận      | Bàn thắng    | Số trận | Bàn thắng | Số trận  | Bàn thắng | Số trận | Bàn thắng | Số trận | Bàn thắng |
| ----------------------- | ------------------- | ------------------- | ------------ | ------------ | ------- | --------- | -------- | --------- | ------- | --------- | ------- | --------- |
| Metropolitano           | 2015                | Série D             | 0            | 0            | 0       | 0         | –        | –         | 15      | 0         | 15      | 0         |
| Joinville               | 2015                | Série A             | 25           | 0            | 0       | 0         | 1        | 0         | 0       | 0         | 26      | 0         |
| Joinville               | 2016                | Série B             | 17           | 0            | 3       | 0         | –        | –         | 18      | 0         | 38      | 0         |
| Joinville               | Tổng                | Tổng                | 42           | 0            | 3       | 0         | 1        | 0         | 18      | 0         | 64      | 0         |
| Matsumoto Yamaga (mượn) | 2017                | J2 League           | 4            | 0            | 1       | 0         | –        | –         | 0       | 0         | 5       | 0         |
| Mito HollyHock (mượn)   | 2018                | J2 League           | 9            | 0            | 0       | 0         | –        | –         | 0       | 0         | 9       | 0         |
| Tổng cộng sự nghiệp     | Tổng cộng sự nghiệp | Tổng cộng sự nghiệp | 55           | 0            | 4       | 0         | 1        | 0         | 33      | 0         | 93      | 1         |

Notes
1. 1 2  Số lần ra sân ở Campeonato Catarinense
2. ↑  Số lần ra sân ở Copa Sudamericana
3. ↑  Số lần ra sân ở Copa do Brasil
4. ↑  Số lần ra sân ở Cúp Hoàng đế Nhật Bản